# Autorización de seguridad Q
La Autorización Q es una autorización de seguridad del Departamento de Energía de los Estados Unidos equivalente a la autorización de Alto Secreto del Departamento de Defensa más los de datos de inteligencia que entran dentro de la categoría de información clasificada llamada "Información de Diseño de Armas Nucleares Críticas", que equivale también al estrato del Departamento de Defensa. Las autorizaciones del Departamento de Energía tienen aplicación para poder acceder especialmente en lo referente a materiales nucleares o atómicos. La autorización también es transmitida a personal no militar, por ejemplo a contratistas de defensa.
Desde 1993, las autorizaciones Q requieren una investigación de antecedentes de los últimos diez años de la vida personal del aspirante llevada a cabo tanto por la Oficina de Administración de Personal Federal y el FBI y el costo será de unos 3.225 dólares.